# Biserica reformată din Agrișteu

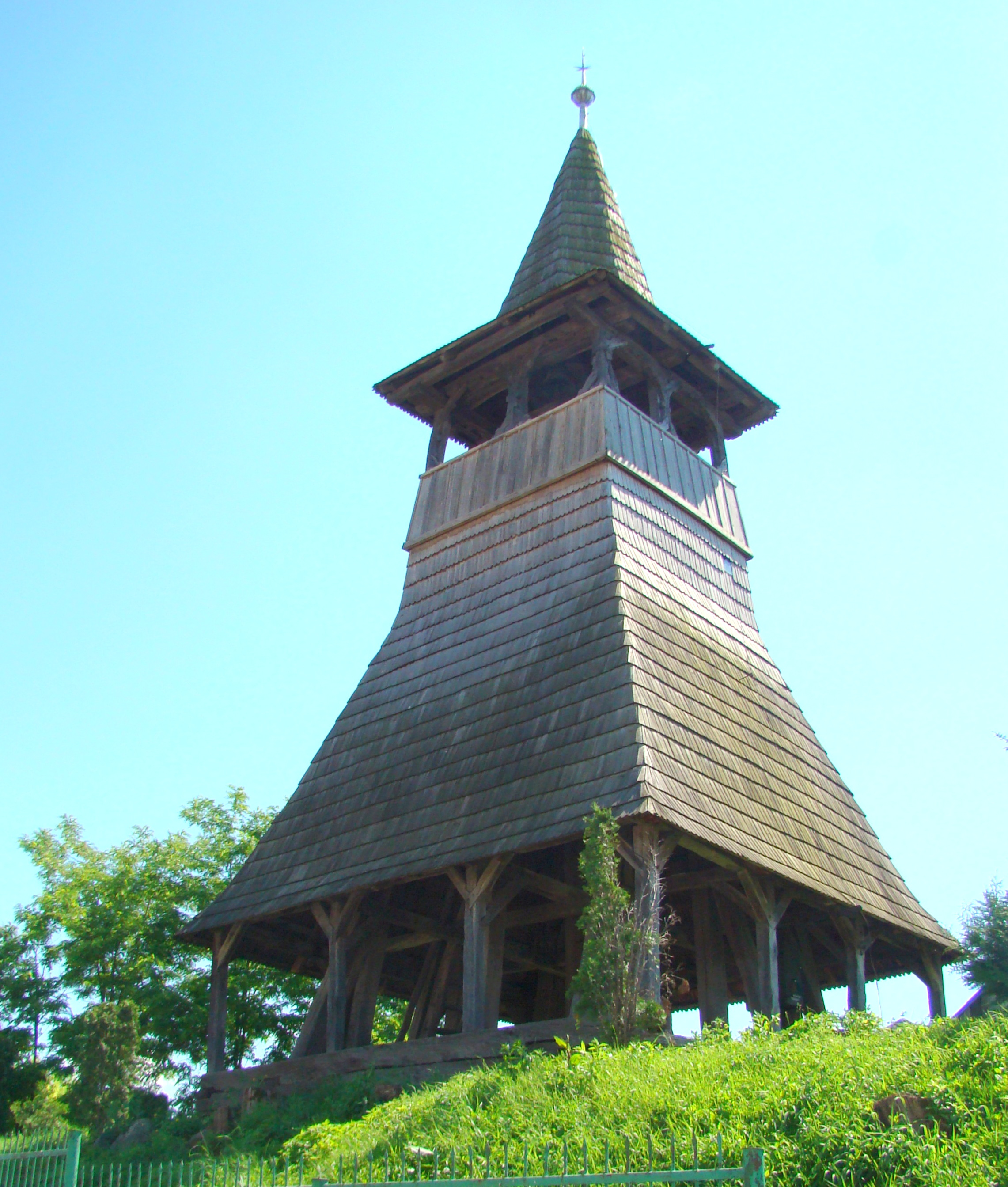
Clopotnița bisericii reformate (monument istoric)

Biserica reformată din Agrișteu este un ansamblu de monumente istorice aflat pe teritoriul satului Agrișteu, comuna Bălăușeri.
Ansamblul este format din două monumente:
- Biserica reformată (cod LMI MS-II-m-A-15588.01)
- Clopotniță din lemn (cod LMI MS-II-m-A-15588.02)

## Localitatea
Agrișteu, mai demult Agriștin (în maghiară Egrestő, Kisegrestő, în germană Erlenwald, Erlendorf, Ajreschteln, Agreschteln) este un sat în comuna Bălăușeri din județul Mureș, Transilvania, România. Este situat la 19 km sud-est de Târgu Mureș, pe malul stâng al Târnavei Mici.
Prima dată, localitatea apare în documente sub numele de Egrustw în anul 1325.

## Biserica
Biserica a fost construită în secolul XIII, în jur de 1250, iar clopotnița în secolul XVIII.
Géza Entz o datează din a doua jumătate a secolului al XIII-lea, când a fost construită o biserică cu o singură navă, relativ mică (748 x 573 x 770 cm). Ferestrele înguste ale navei cu absidă semicirculară, separate de un arc de triumf, sunt semicirculare. Mai târziu, conform planurilor lui László Debreczeni, ferestrele au fost lărgite. Tavanul plat realizat în 1721, este format din 48 de panouri din lemn, vopsite cu decorațiuni geometrice. Inscripțiile casetelor sunt: „HOC/TABU […] MEZ (?)/ERECTUM EST/ANNO DOMINI/1752/IUN.27”, respectiv „CURATOR/D. SIGISMUNDUS/VEREBELI (?) AEDITUI/ D. GABRILE GAAL/STEPH. TŐREK.”
Amvonul poligonal a fost realizat în stil baroc, iar în timpul revopsirii ulterioare a coroanei amvonului, au fost desenate cele trei cifre ale unui an: „176 […]”.
Adunarea reformată, care are în prezent 199 de suflete, a făcut ultima dată reparații în anul 2000, acoperind biserica și clopotnița cu șindrilă. În 2007, a înlocuit băncile vechi din biserică.

## Imagini din exterior

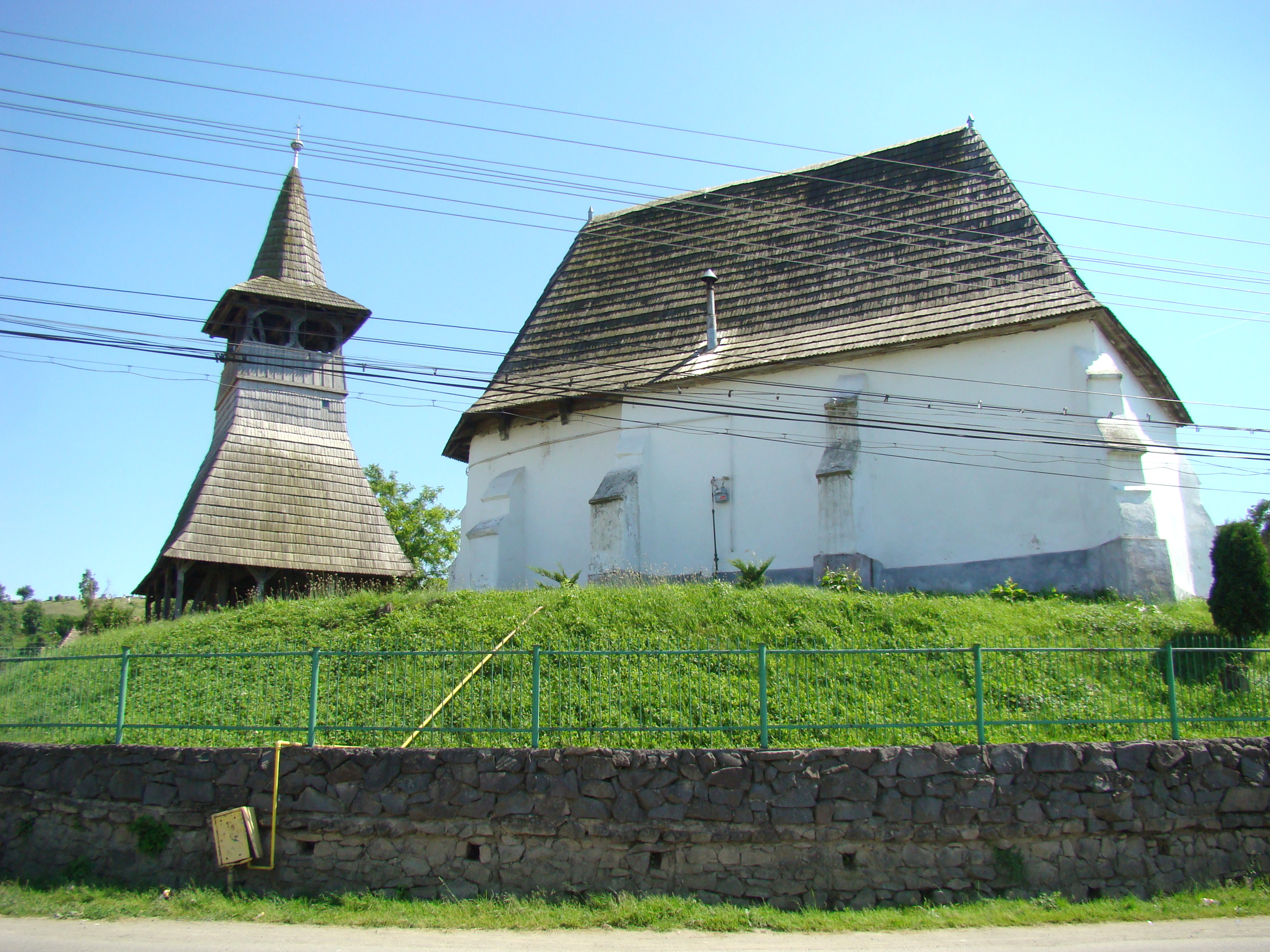
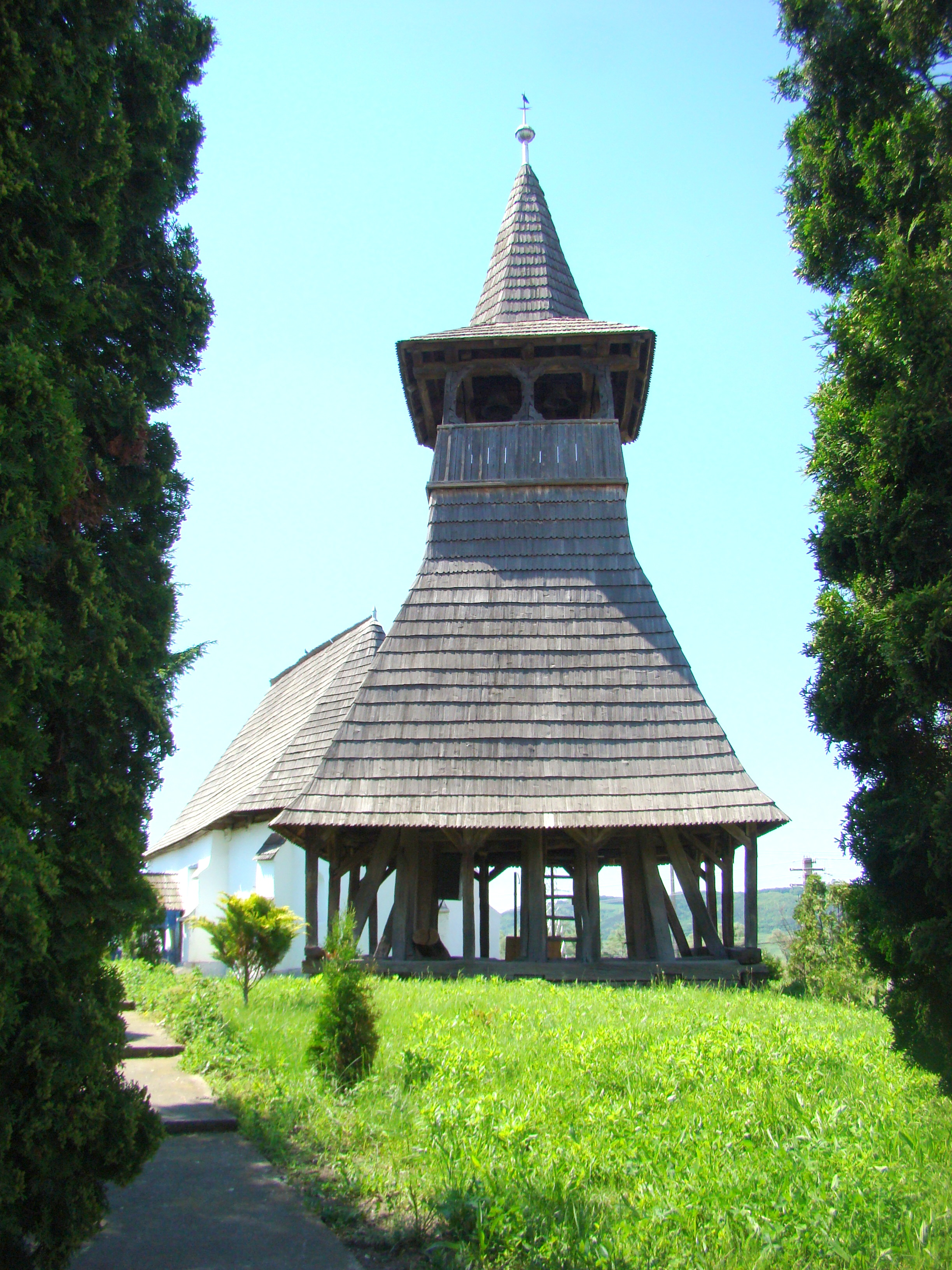
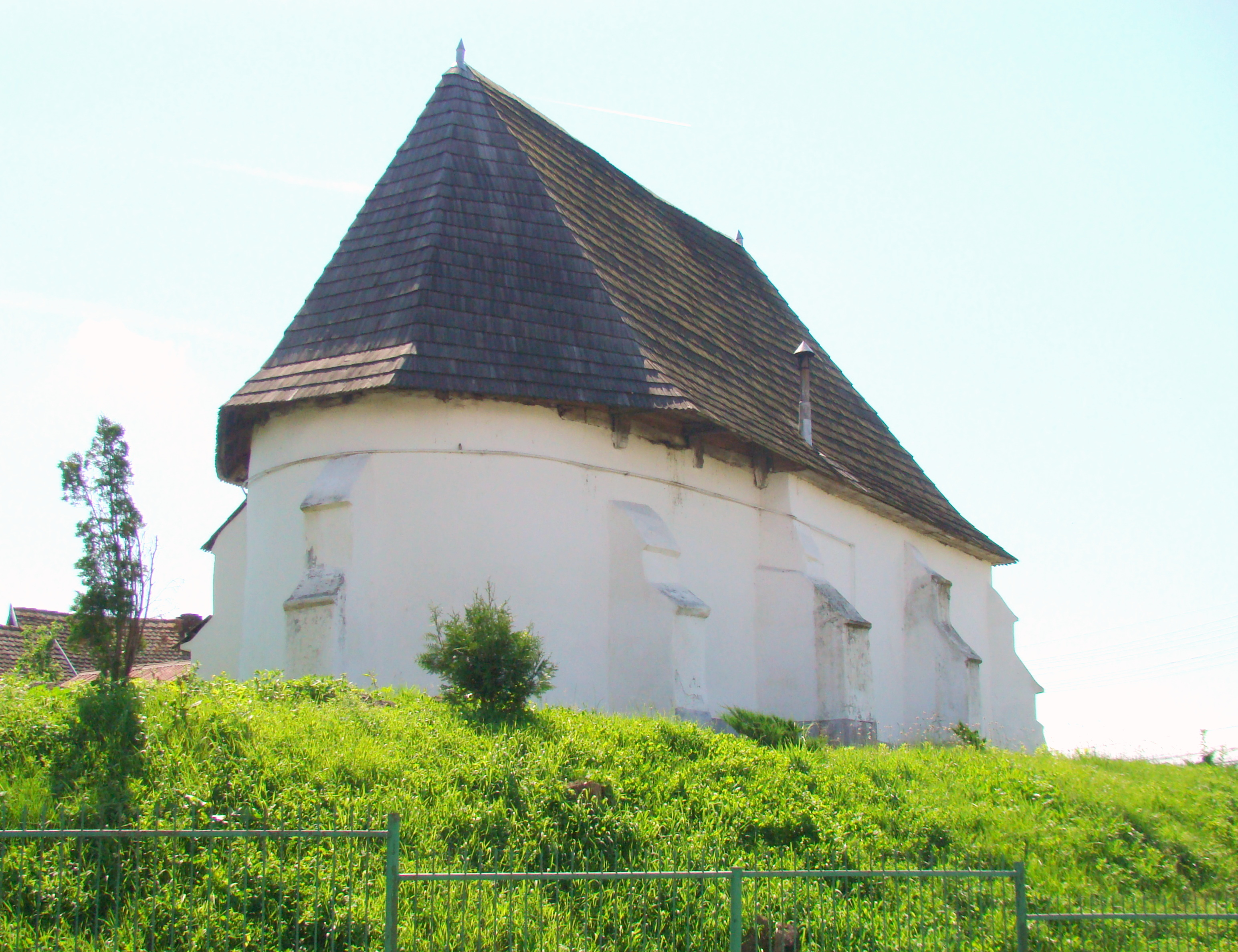
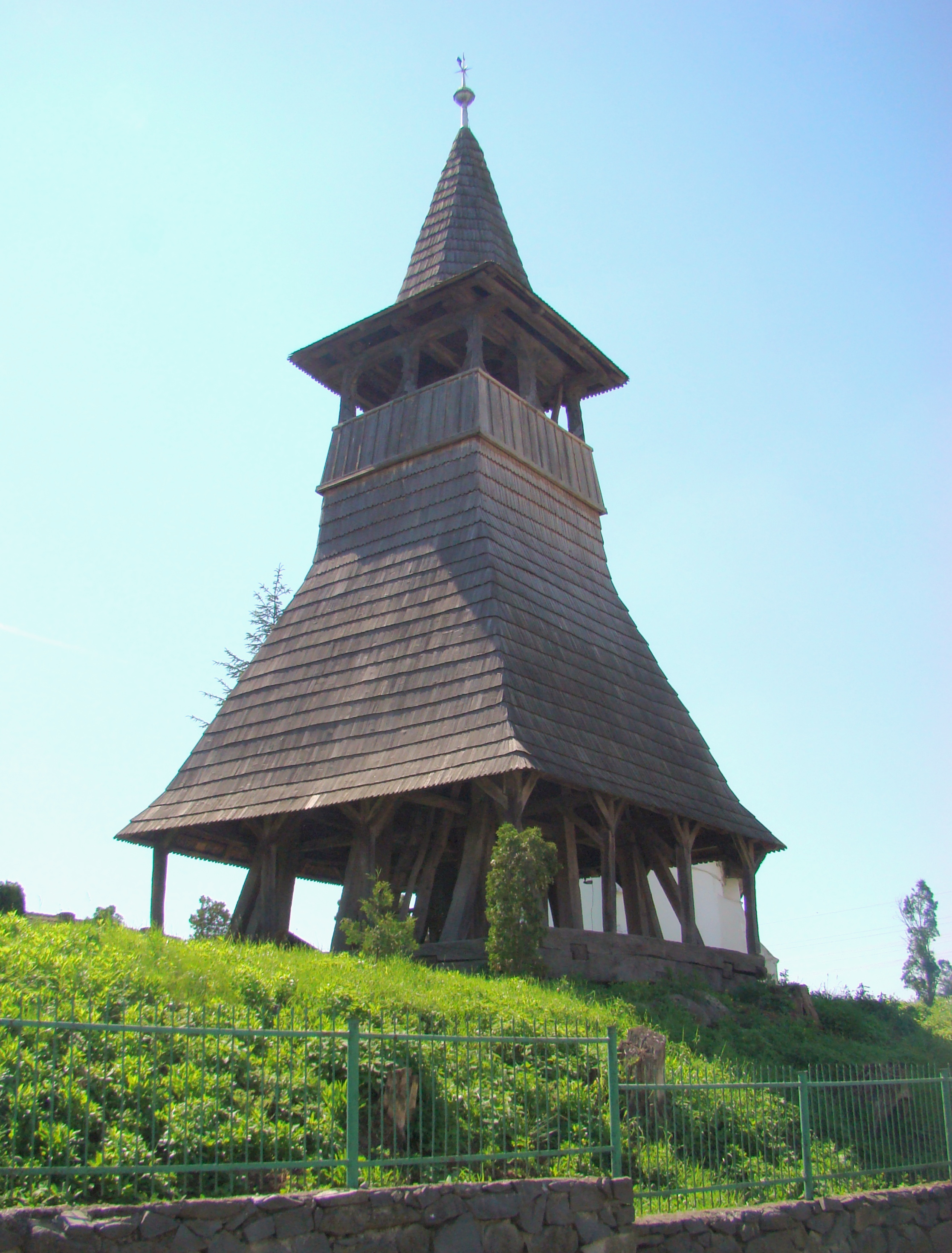
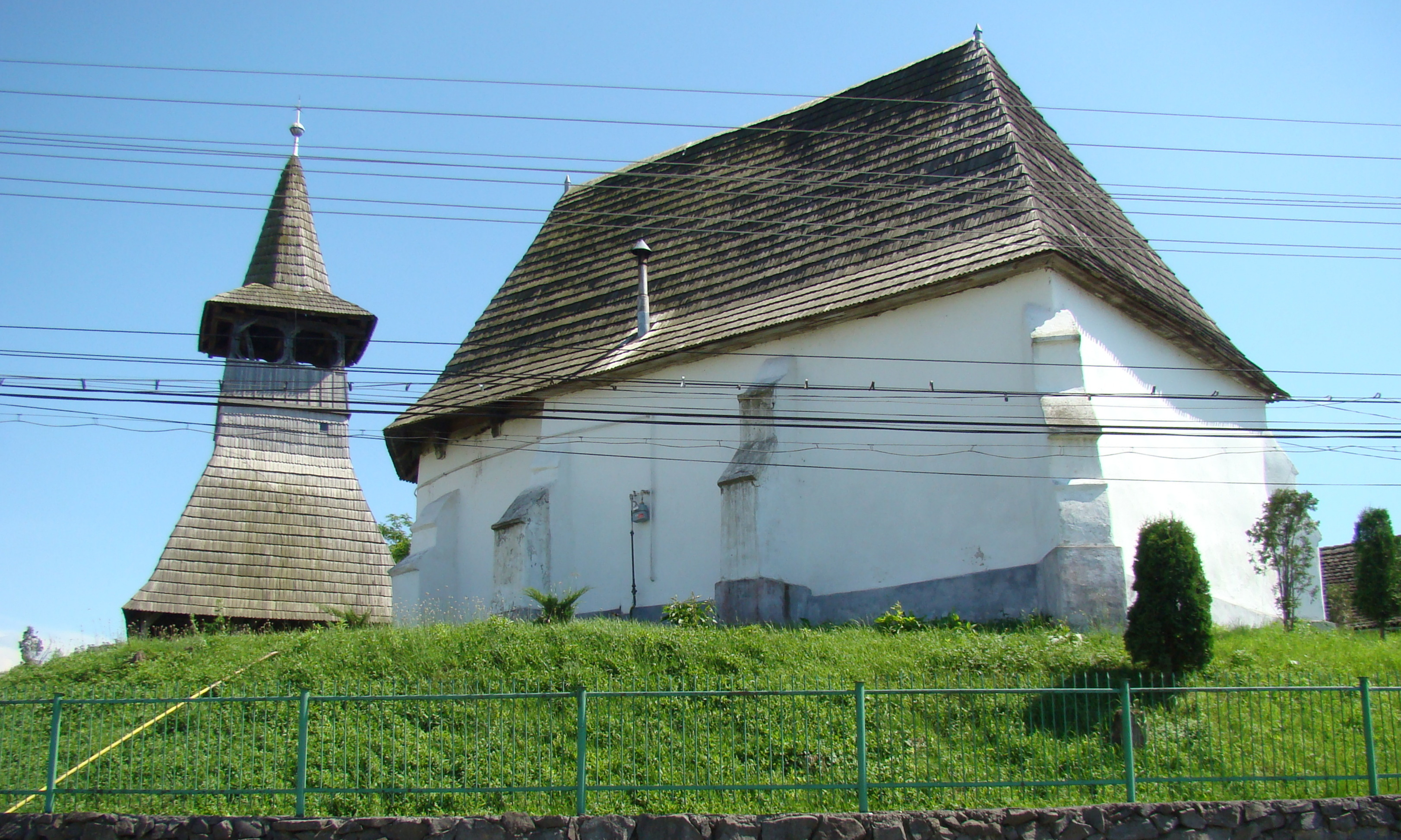
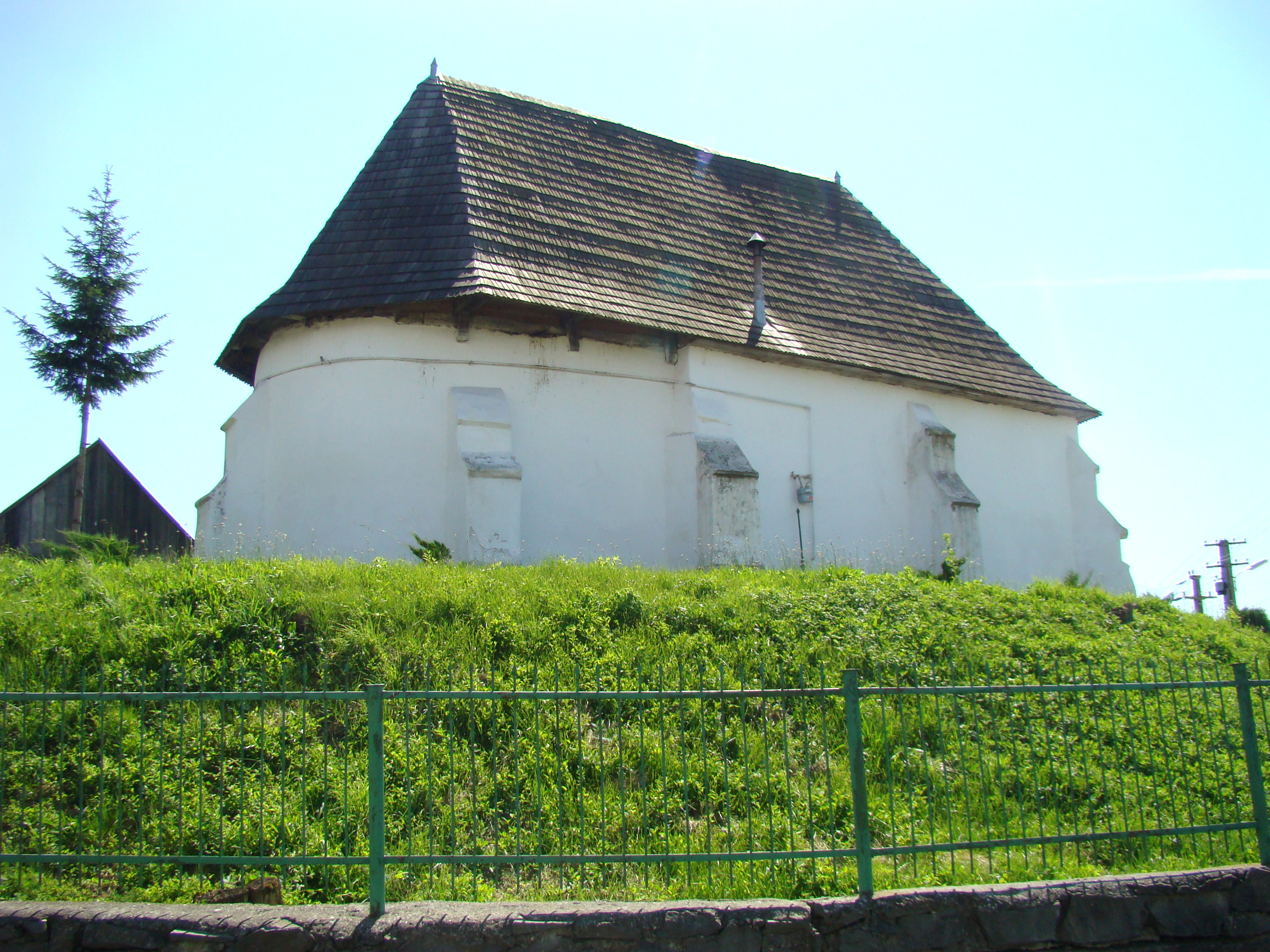
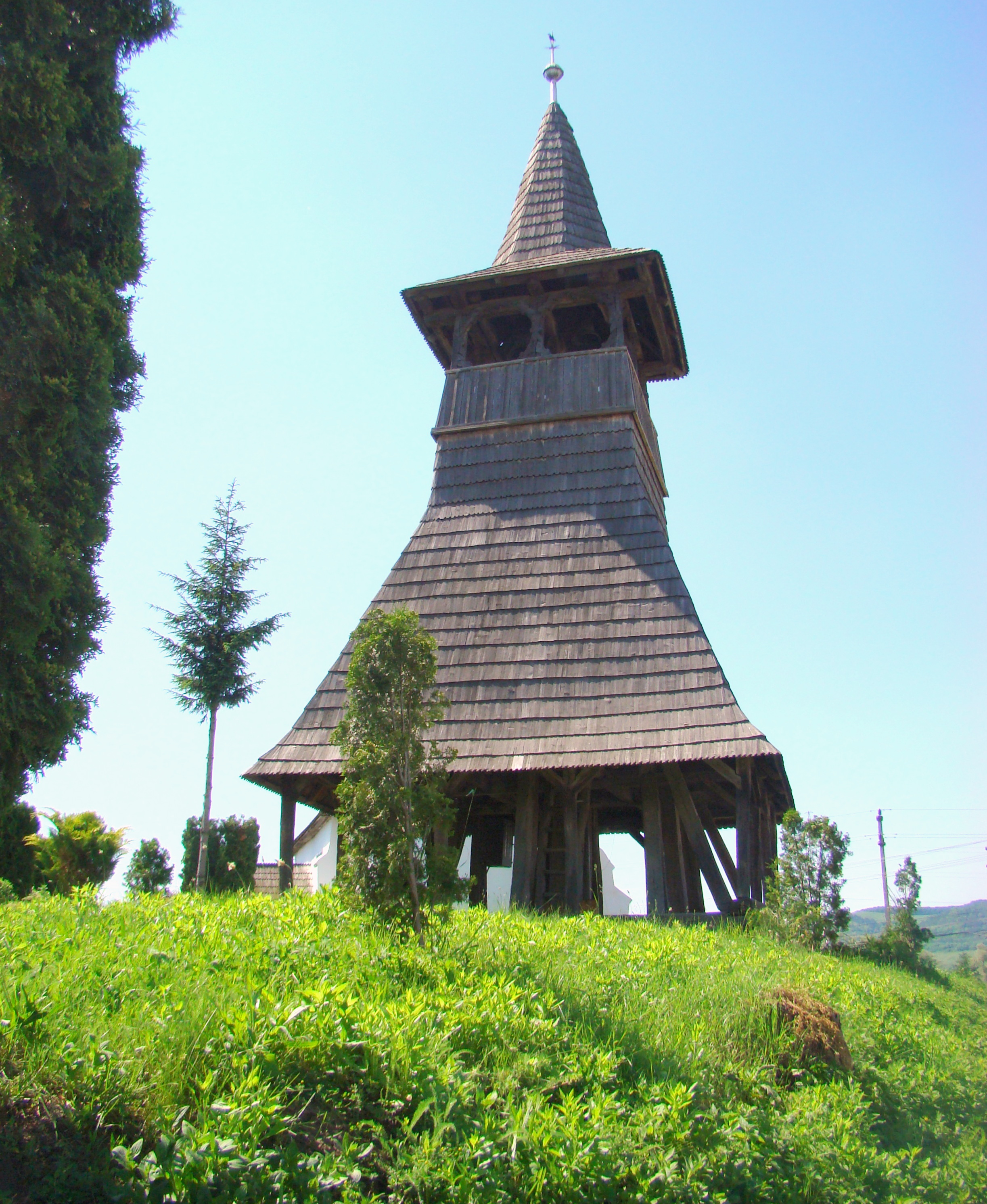
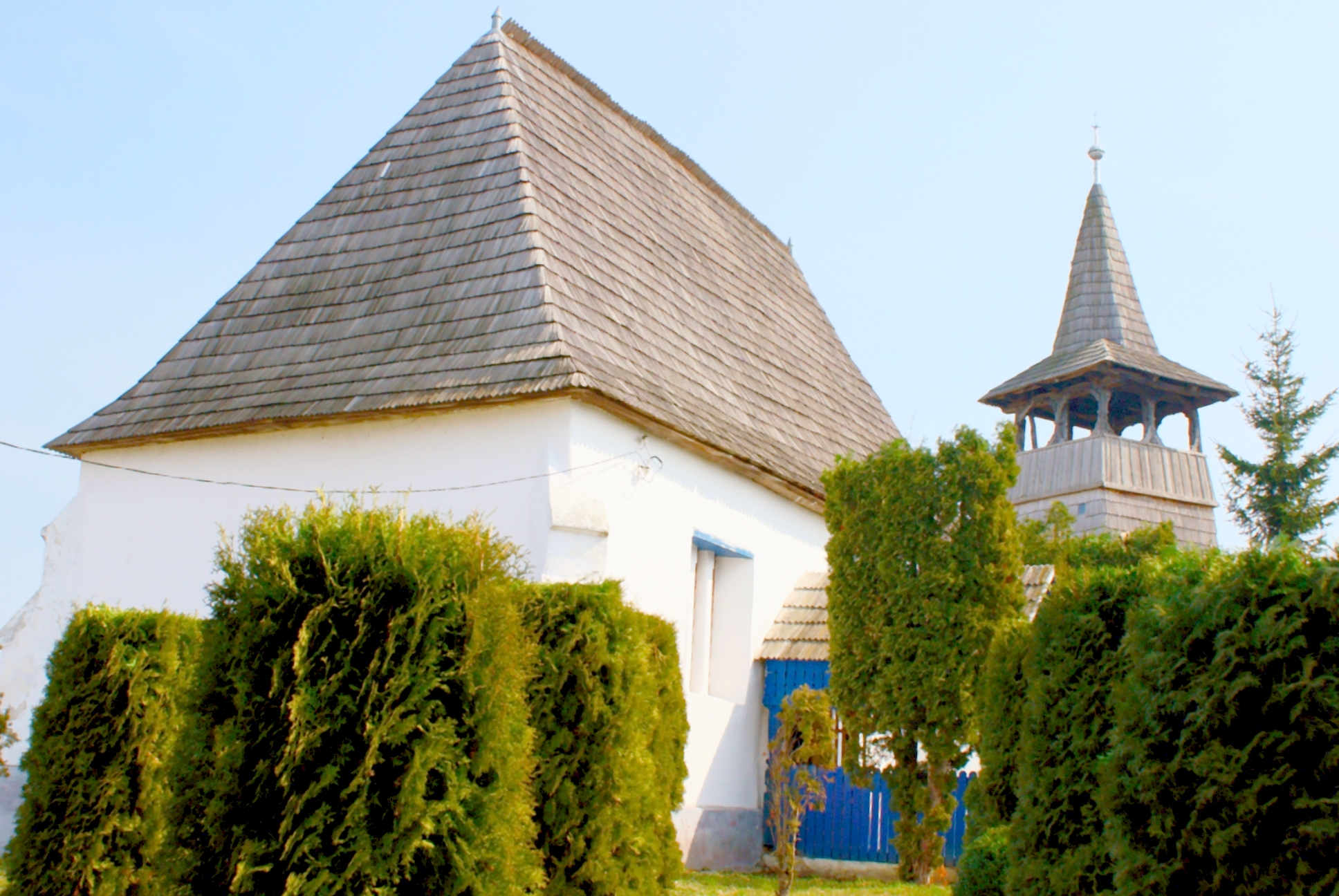

## Vezi și
- Agrișteu, Mureș